# Llista de peixos de Dinamarca

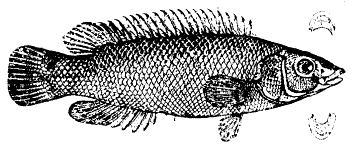
Talla-roques (Acantholabrus palloni)

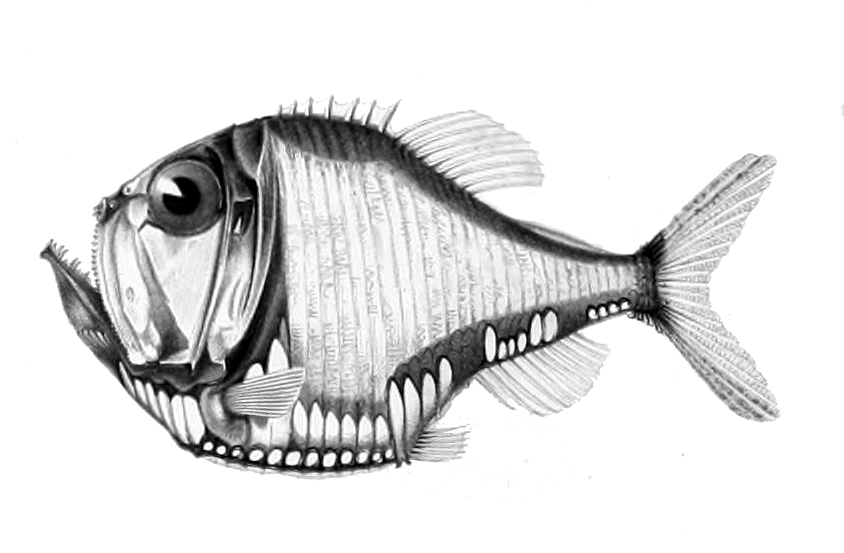
Argyropelecus olfersii

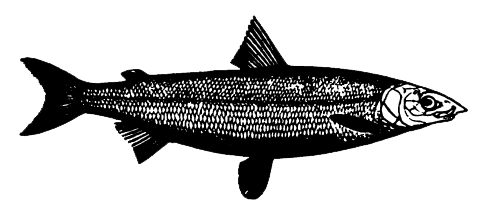
Coregonus oxyrinchus

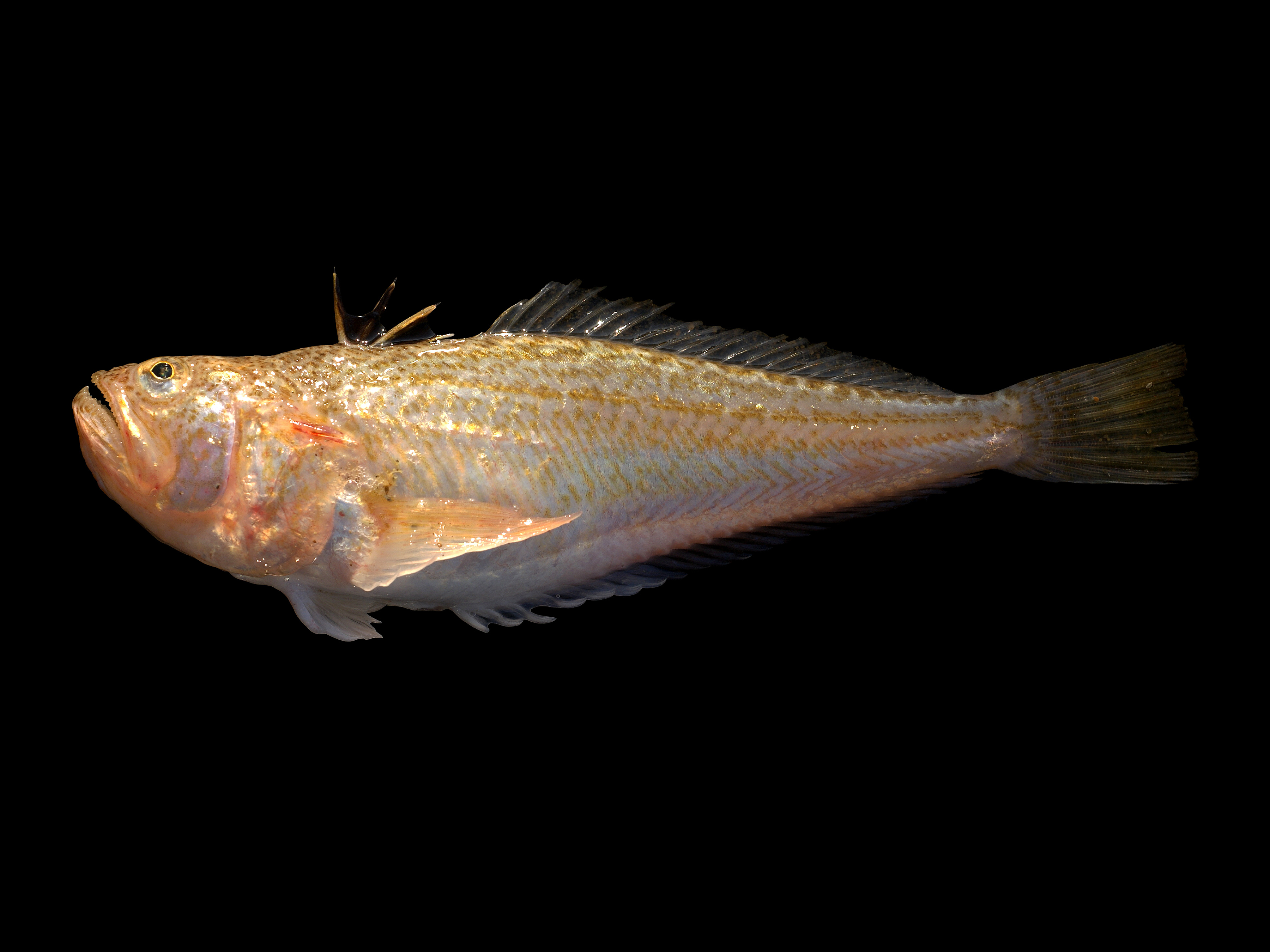
Aranyó (Echiichthys vipera)

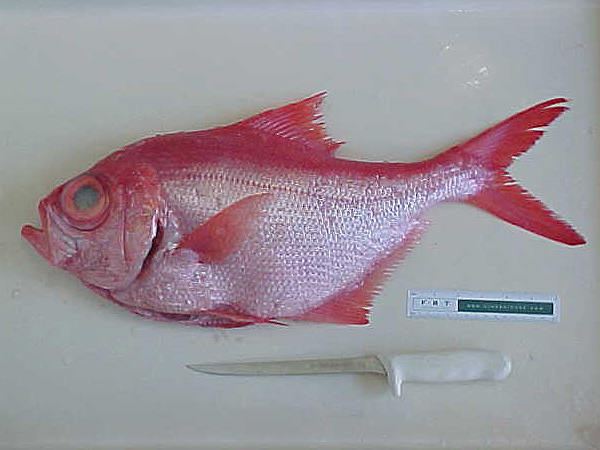
Beryx decadactylus

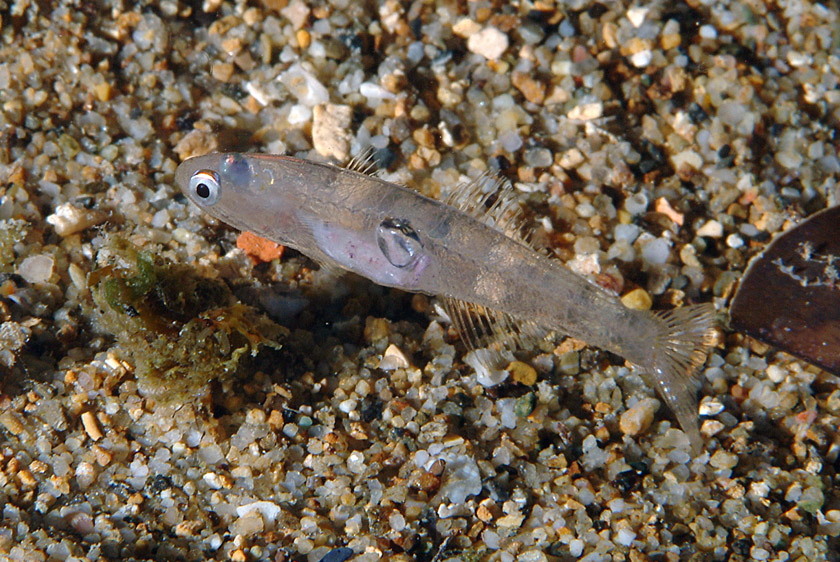
Xanguet (Aphia minuta)

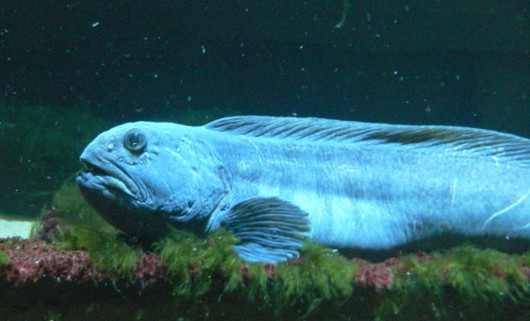
Anarhichas lupus

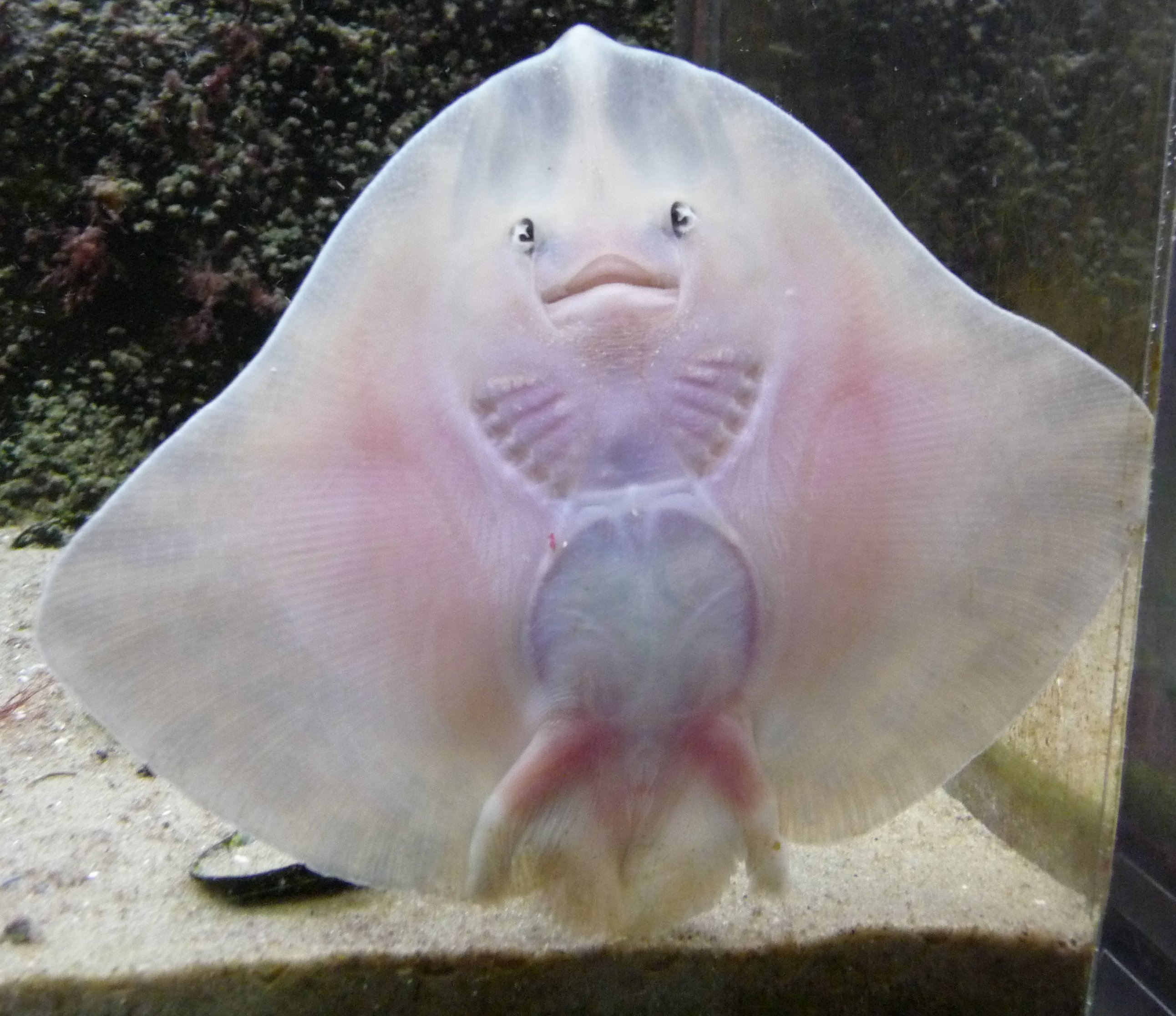
Amblyraja radiata

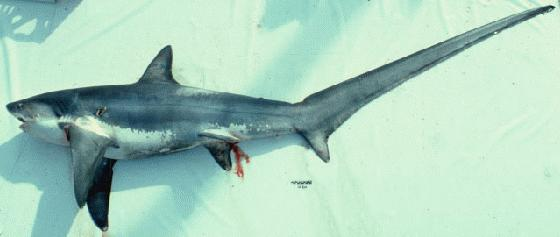
Peix guilla (Alopias vulpinus)

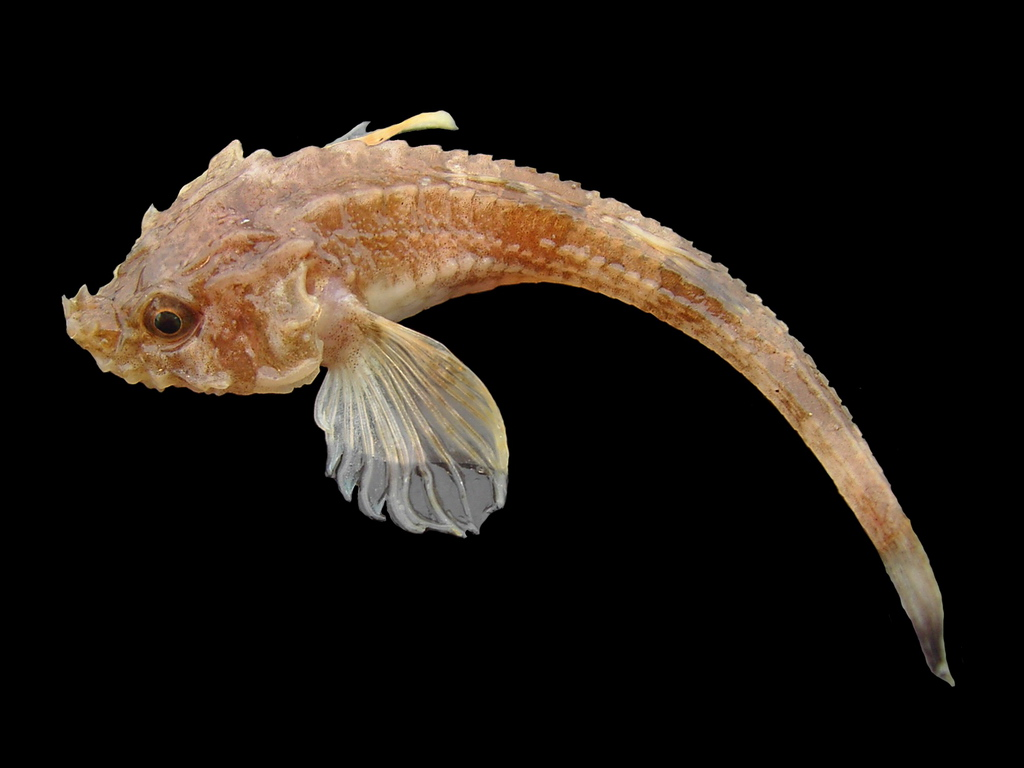
Agonus cataphractus

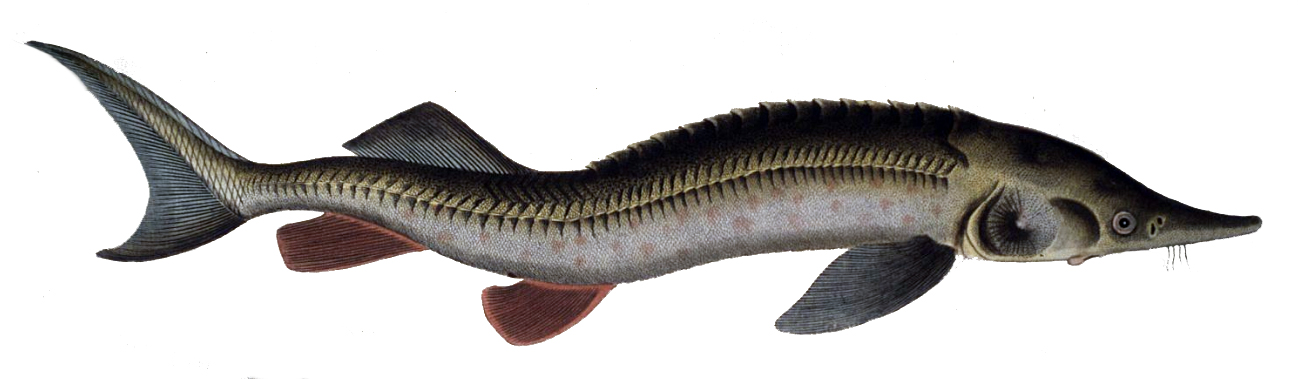
Acipenser ruthenus

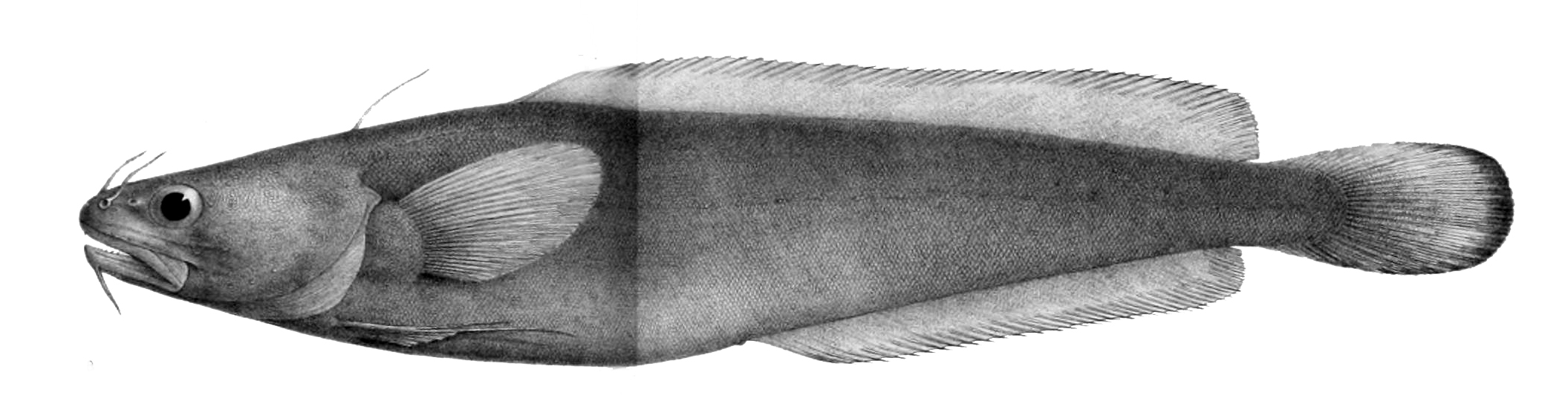
Gaidropsarus argentatus

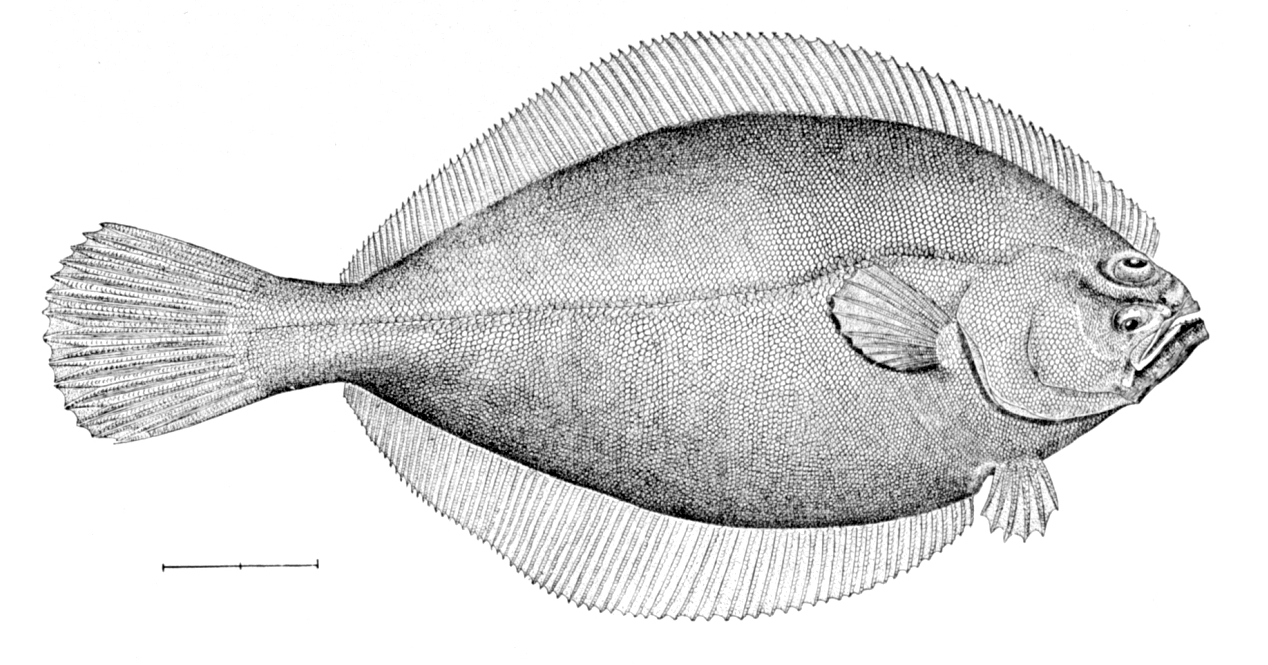
Hippoglossoides platessoides

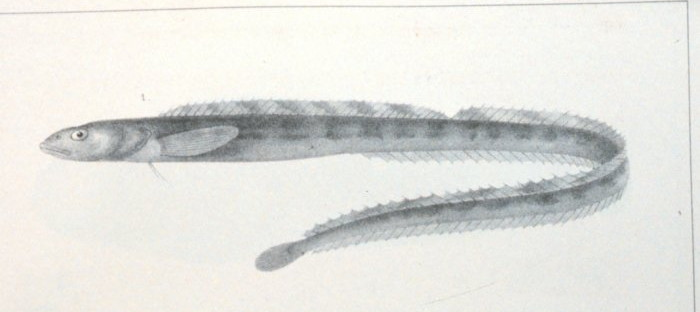
Lumpenus lampretaeformis

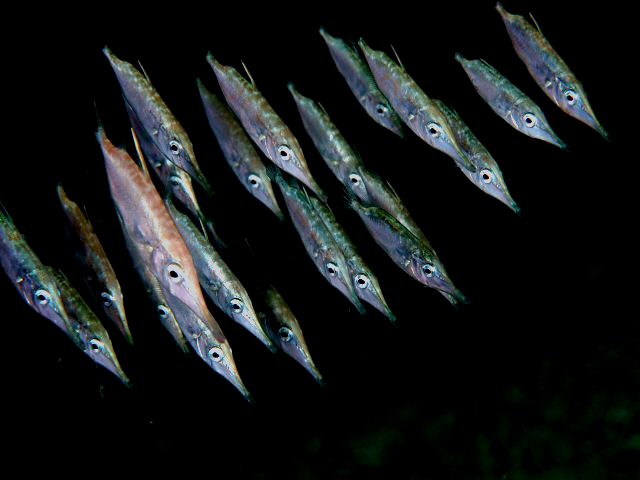
Trompeter (Macroramphosus scolopax)

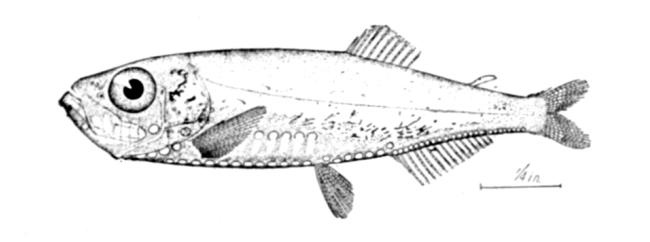
Maurolicus muelleri

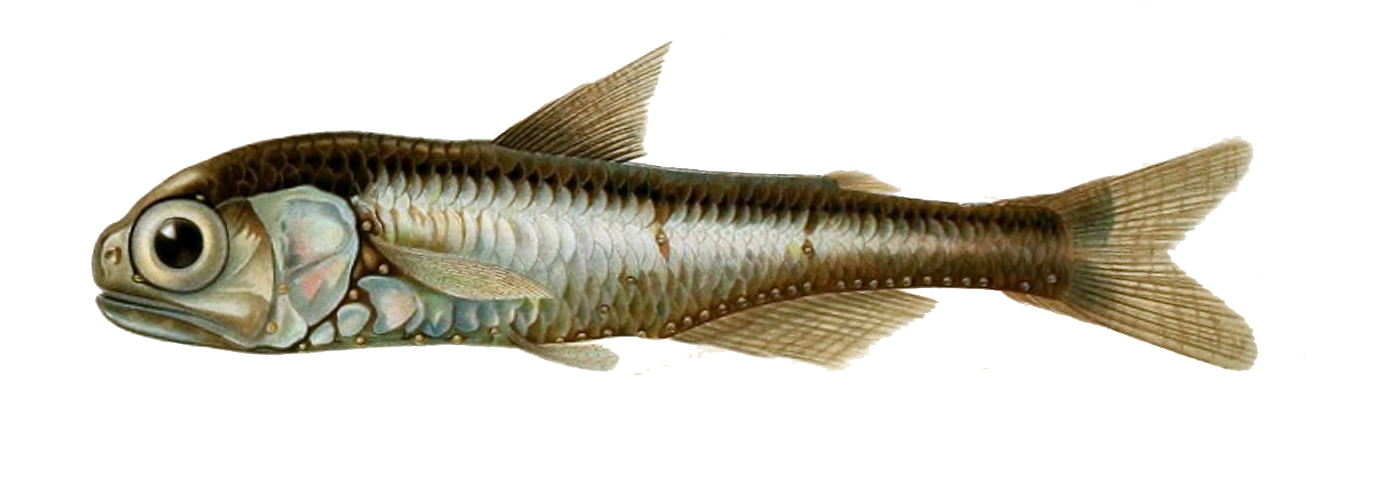
Llum de nit (Myctophum punctatum)

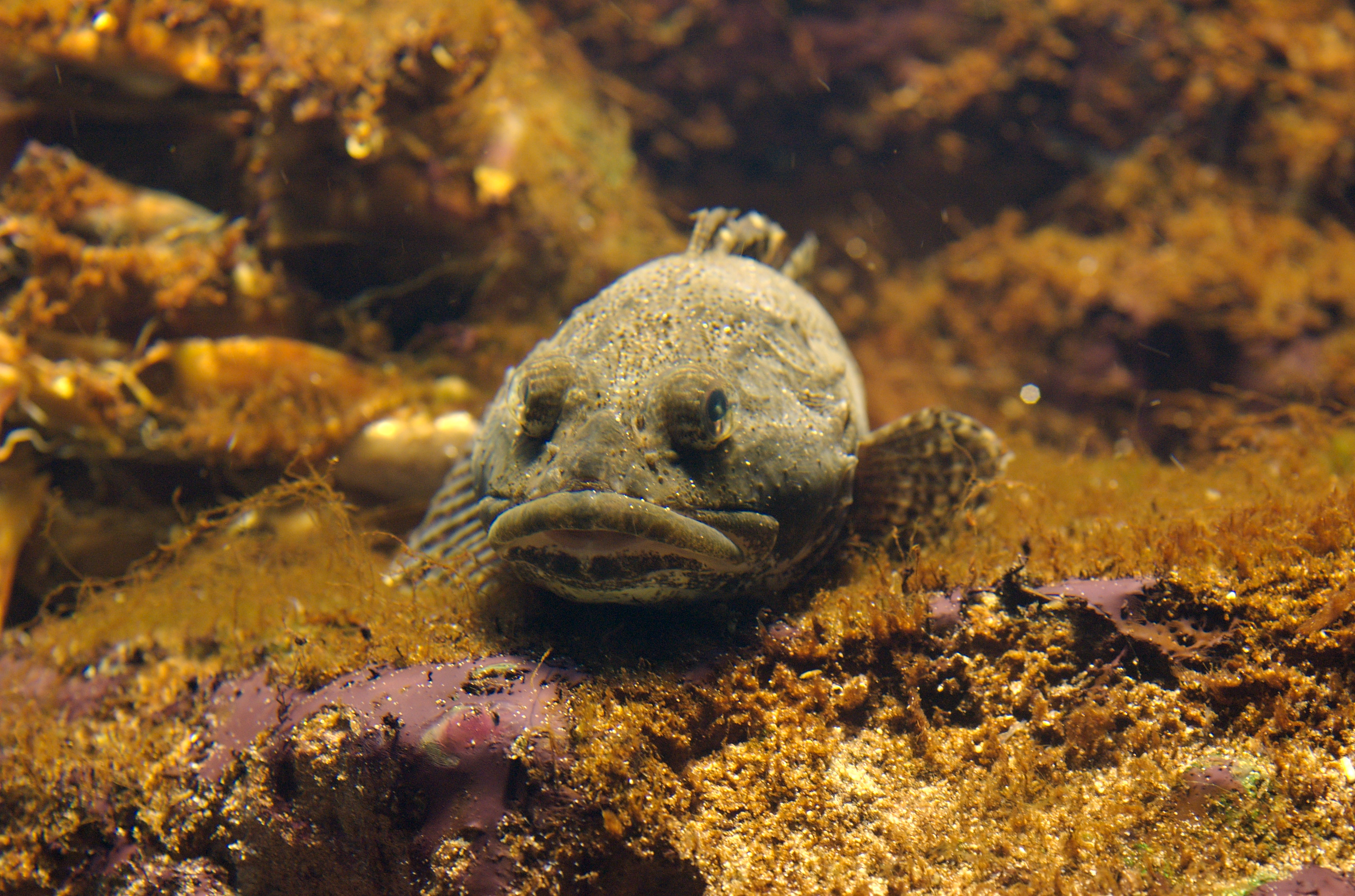
Myoxocephalus scorpius

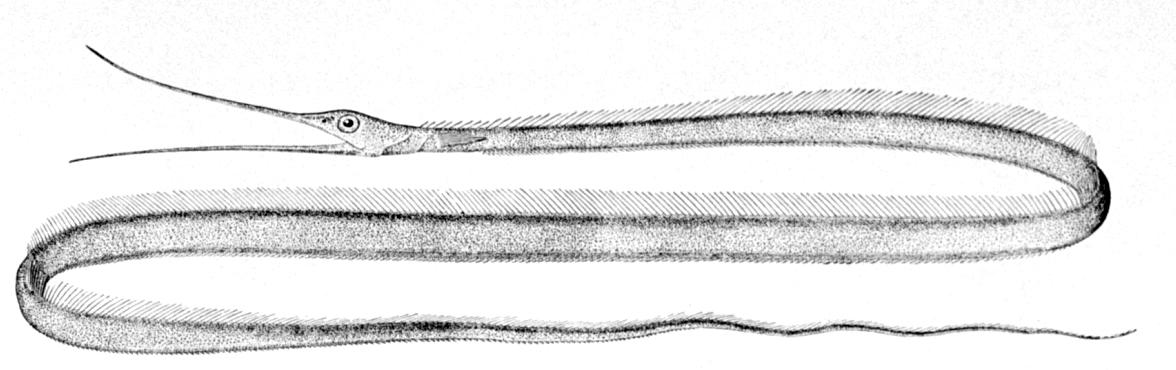
Nemichthys scolopaceus

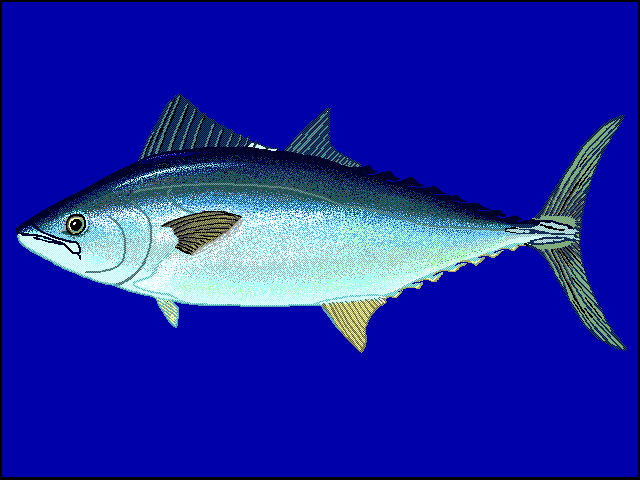
Bonítol llis (Orcynopsis unicolor)

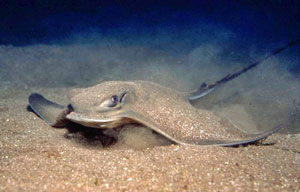
Milana (Myliobatis aquila)

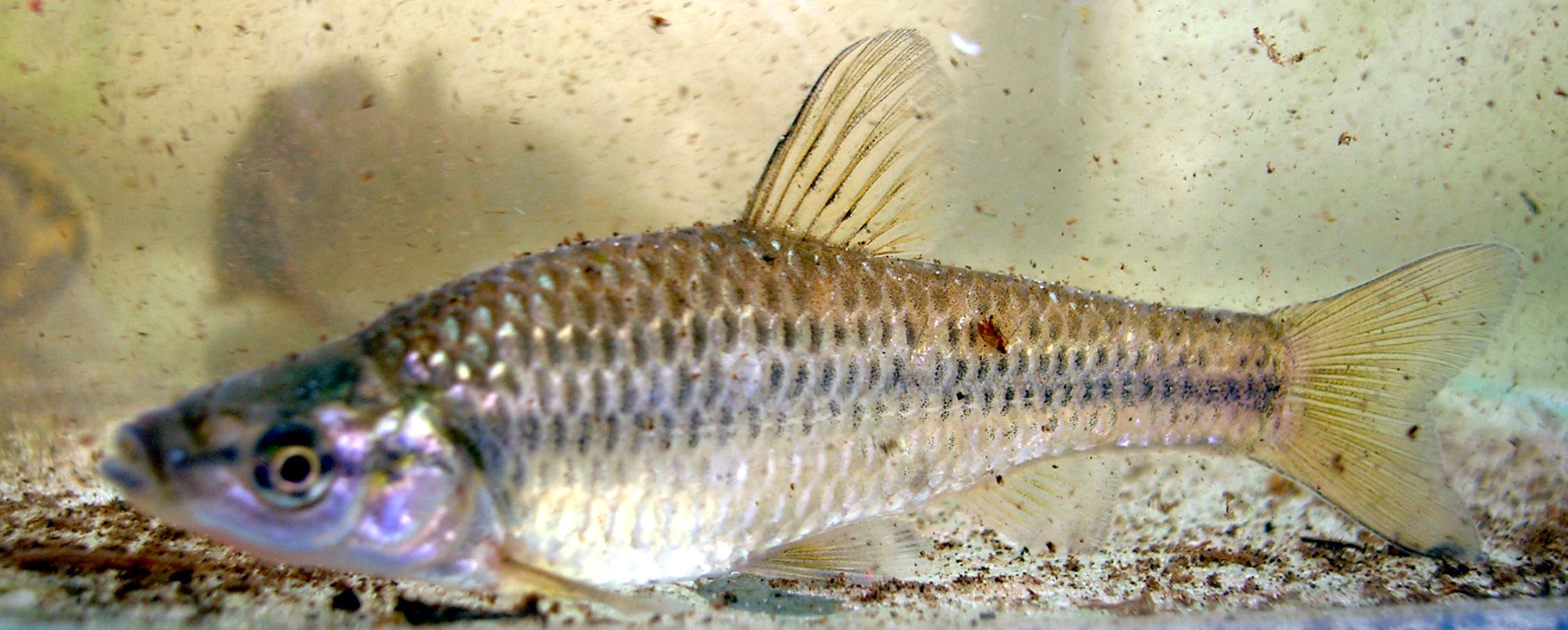
Pseudorasbora parva

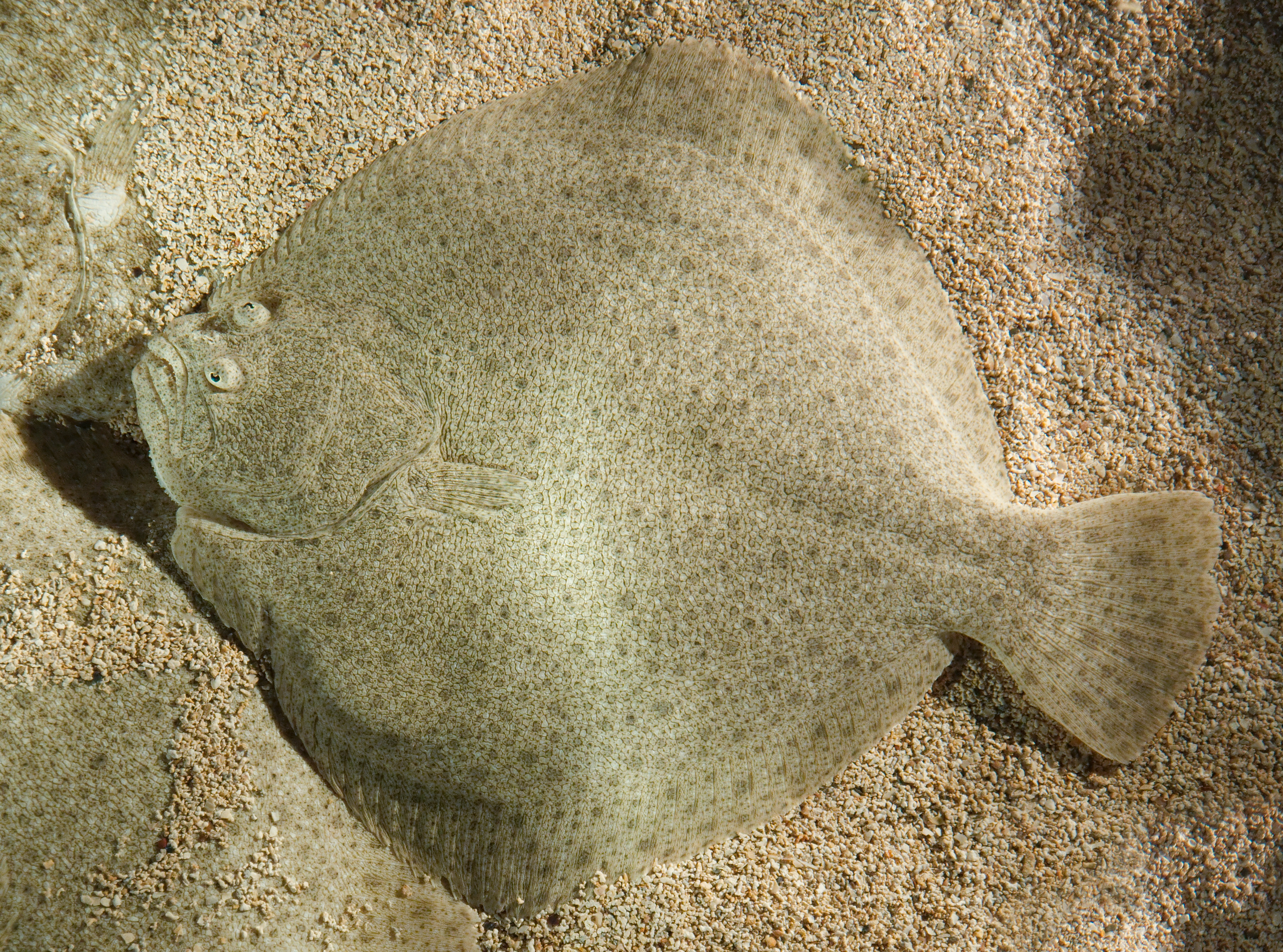
Rèvola (Psetta maxima)

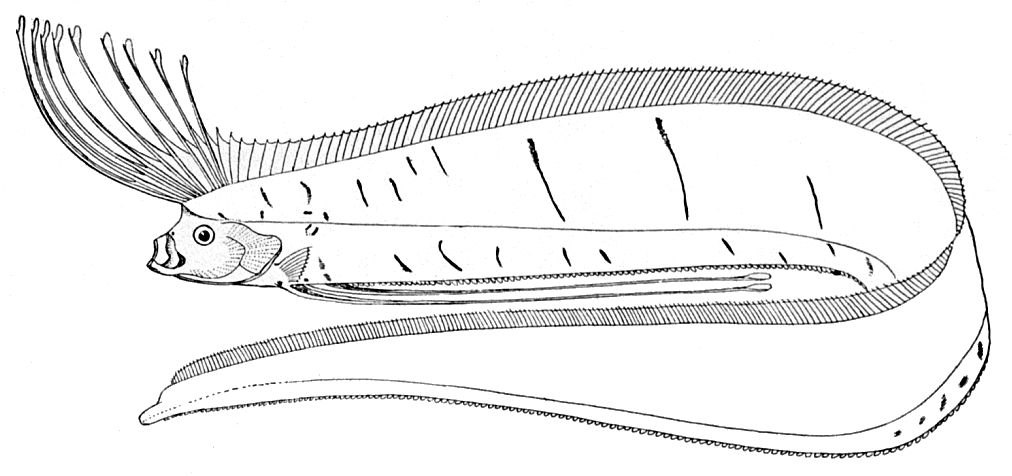
Regalecus glesne

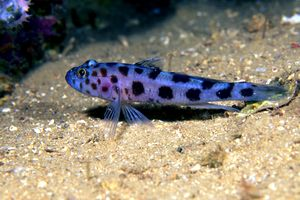
Thorogobius ephippiatus

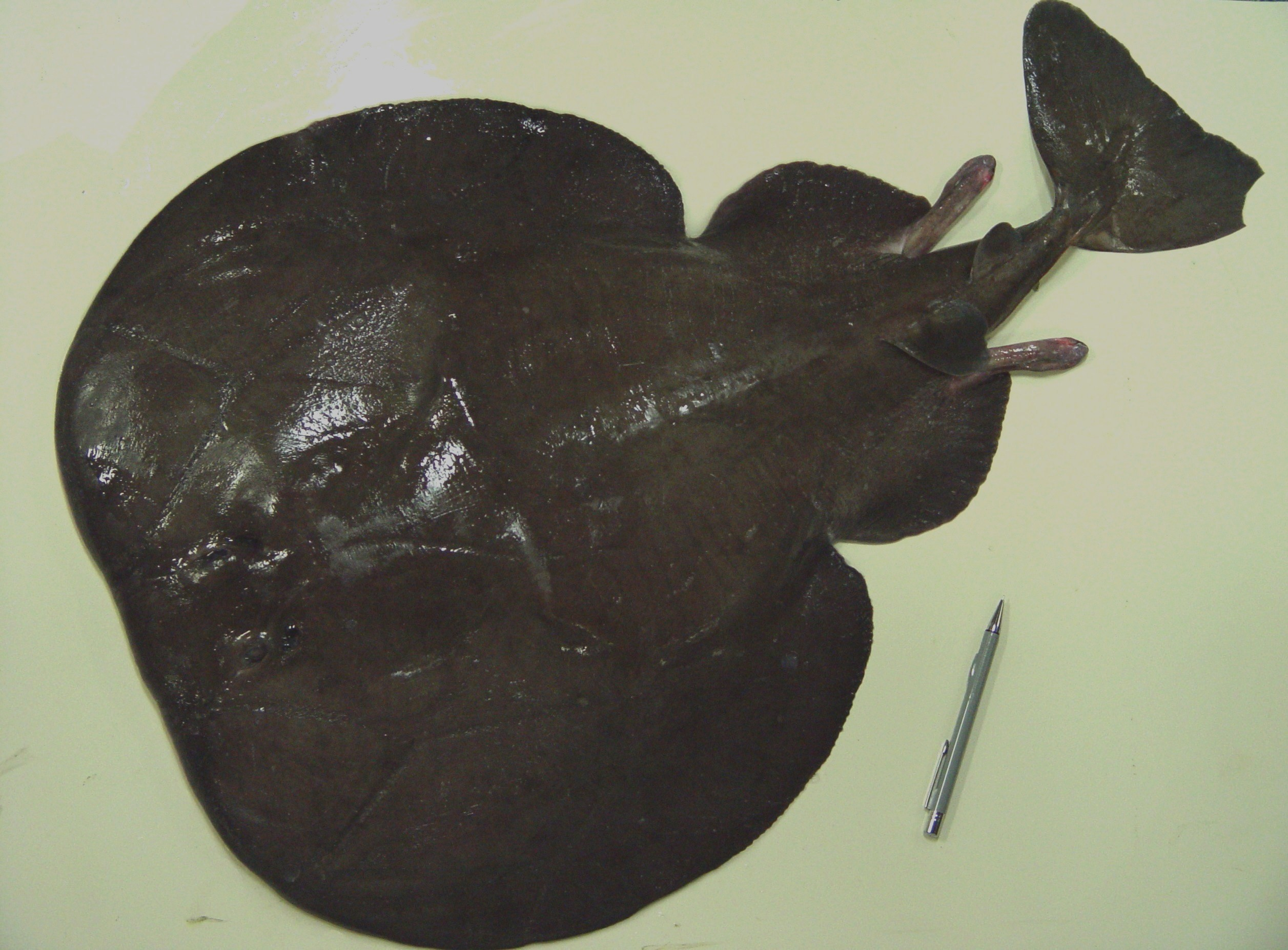
Torpedo nobiliana

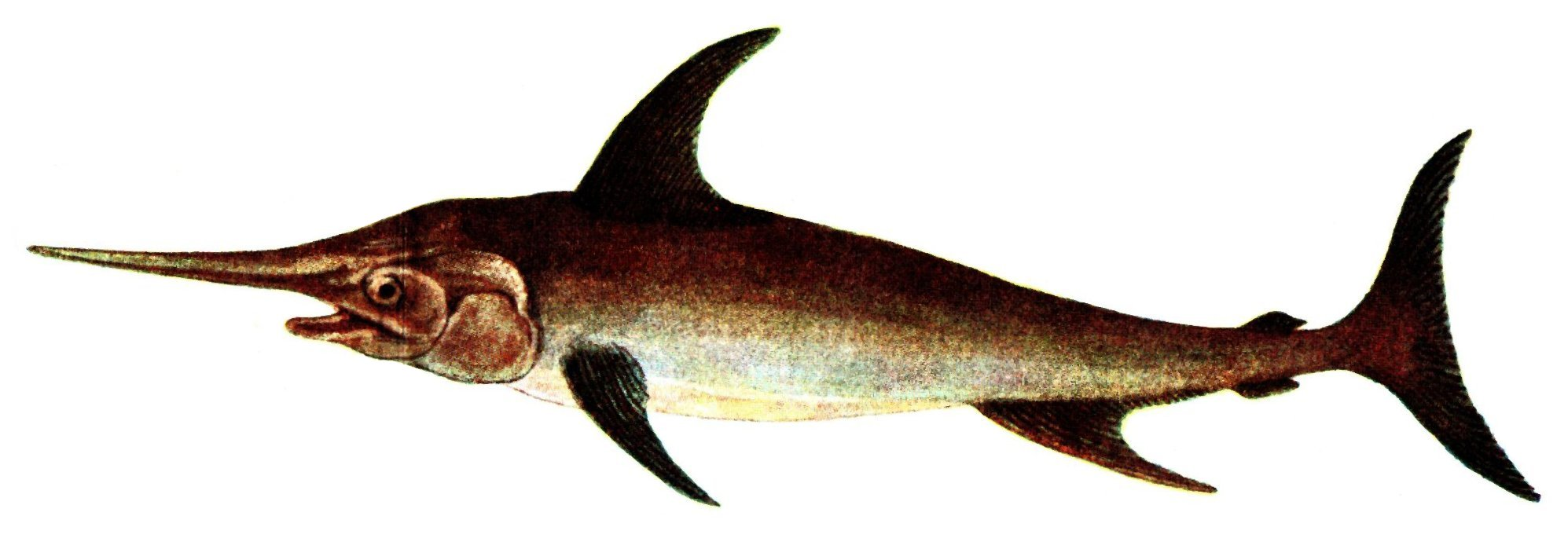
Emperador (Xiphias gladius)

Aquesta llista de peixos de Dinamarca inclou les 235 espècies de peixos que es poden trobar a Dinamarca ordenades per l'ordre alfabètic de llur nom científic.

## A
- Abramis brama
- Acantholabrus palloni
- Acipenser ruthenus
- Acipenser sturio
- Agonus cataphractus
- Alburnus alburnus
- Alopias vulpinus
- Alosa alosa
- Alosa fallax
- Amblyraja radiata
- Ameiurus nebulosus
- Ammodytes marinus
- Ammodytes tobianus
- Anarhichas lupus
- Anguilla anguilla
- Aphia minuta
- Argentina silus
- Argentina sphyraena
- Argyropelecus olfersii
- Argyrosomus regius
- Arnoglossus laterna
- Artediellus atlanticus
- Atherina presbyter

## B
- Barbatula barbatula
- Belone belone
- Beryx decadactylus
- Blicca bjoerkna
- Boops boops
- Brama brama
- Brosme brosme
- Buenia jeffreysii
- Buglossidium luteum

## C
- Callionymus lyra
- Callionymus maculatus
- Callionymus reticulatus
- Carassius auratus auratus
- Carassius carassius
- Carassius gibelio
- Centrolabrus exoletus
- Cetorhinus maximus
- Cheilopogon heterurus
- Chelidonichthys lucerna
- Chelon labrosus
- Chimaera monstrosa
- Chirolophis ascanii
- Ciliata mustela
- Ciliata septentrionalis
- Clupea harengus
- Clupea harengus
- Cobitis taenia
- Conger conger
- Coregonus albula
- Coregonus lavaretus
- Coregonus nilssoni
- Coregonus oxyrinchus
- Coris julis
- Coryphaenoides rupestris
- Cottunculus microps
- Cottus gobio
- Cottus poecilopus
- Crystallogobius linearis
- Ctenolabrus rupestris
- Ctenopharyngodon idella
- Cyclopterus lumpus
- Cyprinus carpio carpio

## D
- Dalatias licha
- Dasyatis pastinaca
- Dentex maroccanus
- Dicentrarchus labrax
- Dipturus batis
- Dipturus linteus

## E
- Echiichthys vipera
- Echinorhinus brucus
- Echiodon drummondii
- Enchelyopus cimbrius
- Engraulis encrasicolus
- Entelurus aequoreus
- Esox lucius
- Etmopterus spinax
- Eutrigla gurnardus

## G
- Gadiculus argenteus thori
- Gadus morhua
- Gaidropsarus argentatus
- Gaidropsarus mediterraneus
- Gaidropsarus vulgaris
- Galeorhinus galeus
- Galeus melastomus
- Gasterosteus aculeatus aculeatus
- Gasterosteus gymnurus
- Glyptocephalus cynoglossus
- Gobio gobio
- Gobius niger
- Gobiusculus flavescens
- Gymnammodytes semisquamatus
- Gymnocephalus cernua

## H
- Hexanchus griseus
- Hippoglossoides platessoides
- Hippoglossus hippoglossus
- Hyperoplus lanceolatus
- Hypophthalmichthys nobilis

## L
- Labrus bergylta
- Labrus merula
- Labrus mixtus
- Lamna nasus
- Lampetra fluviatilis
- Lampetra planeri
- Lampris guttatus
- Lepidopus caudatus
- Lepidorhombus whiffiagonis
- Lesueurigobius friesii
- Leucaspius delineatus
- Leuciscus idus
- Leuciscus leuciscus
- Leucoraja naevus
- Limanda limanda
- Liparis liparis liparis
- Liparis montagui
- Liza aurata
- Liza ramada
- Lophius piscatorius
- Lota lota
- Lumpenus lampretaeformis
- Lycodes eudipleurostictus
- Lycodes vahlii

## M
- Macroramphosus scolopax
- Mallotus villosus
- Maurolicus muelleri
- Melanogrammus aeglefinus
- Merlangius merlangus
- Merluccius merluccius
- Micrenophrys lilljeborgii
- Micromesistius poutassou
- Micropterus dolomieu
- Micropterus salmoides
- Microstomus kitt
- Misgurnus fossilis
- Mola mola
- Molva molva
- Mullus barbatus barbatus
- Mullus surmuletus
- Mustelus asterias
- Mustelus mustelus
- Myctophum punctatum
- Myliobatis aquila
- Myoxocephalus scorpius
- Myxine glutinosa

## N
- Nemichthys scolopaceus
- Nerophis lumbriciformis
- Nerophis ophidion

## O
- Oncorhynchus clarkii clarkii
- Oncorhynchus mykiss
- Oncorhynchus nerka
- Orcynopsis unicolor
- Osmerus eperlanus

## P
- Pagellus acarne
- Pagellus bogaraveo
- Pagellus erythrinus
- Paralepis coregonoides
- Perca fluviatilis
- Petromyzon marinus
- Pholis gunnellus
- Phoxinus phoxinus
- Phrynorhombus norvegicus
- Phycis blennoides
- Platichthys flesus
- Pleuronectes platessa
- Pollachius pollachius
- Pollachius virens
- Pomatoschistus microps
- Pomatoschistus minutus
- Pomatoschistus pictus
- Prionace glauca
- Psetta maxima
- Pseudorasbora parva
- Pungitius pungitius

## R
- Raja clavata
- Raja montagui
- Raniceps raninus
- Regalecus glesne
- Rhodeus sericeus
- Rutilus rutilus

## S
- Salmo salar
- Salmo trutta fario
- Salmo trutta lacustris
- Salmo trutta trutta
- Salvelinus alpinus alpinus
- Salvelinus fontinalis
- Salvelinus namaycush
- Sander lucioperca
- Sarda sarda
- Sardina pilchardus
- Scardinius erythrophthalmus
- Scomber japonicus
- Scomber scombrus
- Scomberesox saurus saurus
- Scophthalmus rhombus
- Scyliorhinus canicula
- Scyliorhinus stellaris
- Sebastes marinus
- Sebastes viviparus
- Silurus glanis
- Solea solea
- Somniosus microcephalus
- Sparus aurata
- Spinachia spinachia
- Spondyliosoma cantharus
- Sprattus sprattus
- Squalus acanthias
- Squatina squatina
- Symphodus melops
- Syngnathus acus
- Syngnathus rostellatus
- Syngnathus typhle

## T
- Taurulus bubalis
- Thorogobius ephippiatus
- Thunnus thynnus
- Thymallus thymallus
- Tinca tinca
- Torpedo nobiliana
- Trachinotus ovatus
- Trachinus draco
- Trachipterus arcticus
- Trachurus trachurus
- Trichiurus lepturus
- Triglops murrayi
- Triglops pingelii
- Triglopsis quadricornis
- Trisopterus esmarkii
- Trisopterus luscus
- Trisopterus minutus

## U
- Umbra pygmaea

## X
- Xiphias gladius

## Z
- Zeugopterus punctatus
- Zeus faber
- Zoarces viviparus[1]